# Alessandro Nuccorini
Alessandro Nuccorini (Roma, 16 settembre 1964) è un allenatore di calcio a 5 e allenatore di calcio italiano.

## Carriera

### Calcio a 5

#### Club
Le prime esperienze di Nuccorini come tecnico risalgono alla fine degli anni ottanta quando allena la formazione juniores del Villa Aurelia con cui vince un titolo nazionale e due coppe di categoria, per poi passare, dopo una parentesi annuale alla Roma Barilla (1989-90), alla formazione del Torrino, con la quale vincerà due scudetti e cinque coppe nazionali fino alla stagione 1995-96.
Il 4 gennaio 2024 si dimette dalla guida della Fortiduto Pomezia

#### Nazionale
Nuccorini ha rivestito il ruolo di commissario tecnico della Nazionale italiana di calcio a 5 per 151 volte, ottenendo 107 vittorie, 21 pareggi e 23 sconfitte (614 i gol fatti, 235 quelli subiti). Esordisce a Prato il 25 ottobre 1997 in Italia-Ungheria 6-2. La nazionale guidata dal tecnico romano ha ottenuto prestigiosi risultati sia a livello continentale che a livello mondiale:
1999  : medaglia di bronzo agli europei di Granada in Spagna
- 2003: l'Italia si laurea campione d'Europa nel corso della IV edizione della UEFA Futsal Championship battendo in finale l'Ucraina per 1-0 a Caserta.
- 2004: l'Italia giunge alla finale del Campionato del Mondo FIFA cedendo ai campioni in carica della Spagna per 2-1.
- 2007: in Repubblica Ceca, l'Italia giunge terza nella V edizione del UEFA Futsal Championship battendo in finale per il 3º-4º posto l'Ucraina per 3-1.
- 2007  : In Portogallo , l'Italia conquista l'argento agli europei
- 2008: in Brasile, ai campionati del mondo, la nazionale si piazza al terzo posto ai danni della Russia per 2-1.

Negli anni 2003 e 2004 viene candidato ai Futsal Awards come miglior allenatore, giungendo secondo in entrambe le edizioni alle spalle dello spagnolo Javier Lozano. Nel 2004 ricopre il ruolo di docente durante il 1º corso master di calcio a 5, a Coverciano, conseguendo contestualmente l'abilitazione ad allenatore di calcio a 5 di primo livello. Tale corso ha utilizzato per molti anni, in qualità di testo unico inerente a tutti gli aspetti tecnico-tattici, una pubblicazione redatta proprio da Alessandro Nuccorini: "Calcio a 5 - principi e sviluppi". Il 10 febbraio 2009 si dimette da commissario tecnico della Nazionale.

### Calcio
Nella stagione 1996-97 Nuccorini tenta l'avventura nel calcio con il Cynthia, squadra di Prima Categoria del girone laziale, con cui ottiene la promozione.
Nel 2004 frequenta il corso MASTER per allenatori di prima categoria, conseguendo il diploma UEFA PRO, dopo aver già conseguito nel 2000 il titolo di allenatore di seconda categoria.
Il 10 febbraio 2009 diventa allenatore in seconda di Mario Somma al Mantova, subentrato al dimissionario Alessandro Costacurta.
Nell'agosto del 2011 diventa l'allenatore della squadra Giovanissimi Nazionali della Lazio, ma nella primavera del 2012 viene esonerato. .
Il 9 aprile 2013 approda al Latina Calcio, dopo l'esonero di Pecchia, rilevando la conduzione della prima squadra in compartecipazione con Stefano Sanderra ed assumendo l'incarico di gestire in maniera precipua tutti gli aspetti tattici. Dopo pochi giorni la squadra vince la Coppa Italia di categoria, sconfiggendo il Viareggio, ed il 16 giugno 2013 arriva ancora un successo, con la conquista della promozione in Serie B in seguito alla vittoria con il Pisa 3-1.
Dal giugno 2019 allena gli U16 del Savio

## Controversie

### Utilizzo degli oriundi
Nuccorini è stato il primo commissario tecnico dell'Italia a ricorrere massicciamente all'utilizzo degli oriundi, tanto che alla Coppa del Mondo 2008 convocò una rosa composta interamente da giocatori nati in Brasile, alcuni dei quali in passato avevano già giocato con la Seleçao. Per questo fu aspramente criticato da Jim Brown, direttore delle competizioni di calcio a 5 della FIFA, che definì la selezione italiana come "the brazzurri". La scelta rifletteva tuttavia quanto già avveniva regolarmente nel campionato italiano di Serie A, nel quale militava un nutrito gruppo di sudamericani.

### Il caso Corsini
Nel corso della stessa manifestazione Nuccorini fu coinvolto nel caso Douglas Corsini. Il centrale, regolarmente inserito nella lista dei 14 giocatori convocati, venne infatti sostituito alla vigilia della manifestazione dal più esperto Jocimar Jubanski. La modifica della lista definitiva, così come previsto dal regolamento di gioco, avvenne in base ad un presunto impedimento fisico che avrebbe pregiudicato l'efficace partecipazione di un giocatore al torneo. Dopo mesi di silenzio da parte della Federcalcio, il giocatore si rivolse alla FIFA che gli inviò la richiesta di sostituzione presentata dallo staff medico della Nazionale, nella quale si diagnosticava una insufficienza renale comparsa durante il ritiro, invece del trauma riportato realmente dall'atleta durante la fase di preparazione al torneo stesso. Il giocatore, inoltre, negò di avere effettuato le analisi allegate al referto. In seguito a un'indagine amministrativa interna alla FIGC, Alessandro Nuccorini e il dottor Walter Sacco furono squalificati rispettivamente per 1 anno e 10 mesi e per 1 anno. L'allenatore romano, che nel frattempo aveva lasciato la guida della Nazionale per diventare il vice di Mario Somma al Mantova nella Serie B di calcio, ha sempre asserito di non aver interferito nelle decisioni prese dallo staff medico, né in qualsiasi attività posta in atto dallo stesso staff.

## Palmarès

### Club

#### Competizioni giovanili
- Campionato Juniores: 1
Villa Aurelia S.C. 1989-90
- Coppa Italia Juniores: 2
Villa Aurelia S.C. 1988-89, 1989-90

#### Competizioni nazionali
- Campionato italiano: 2
Torrino S.C.: 1992-93, 1993-94
- Coppa Italia: 5
Torrino S.C.: 1990-91, 1991-92, 1992-93, 1993-94, 1994-95
- Coppa Italia di Serie A2: 2
Sandro Abate: 2018-19
Fortitudo Pomezia: 2021-22

### Nazionale
- Campionato d'Europa: 1
Italia: 2003